# Mystics
 (novembre 2020).
Si vous disposez d'ouvrages ou d'articles de référence ou si vous connaissez des sites web de qualité traitant du thème abordé ici, merci de compléter l'article en donnant les références utiles à sa vérifiabilité et en les liant à la section « Notes et références ».
Pour plus de détails, voir Fiche technique et Distribution.
Mystics est un film irlandais réalisé par David Blair et sorti en 2003. Il a été présenté au Festival de Cannes 2003.

## Synopsis
Dave et Locky ont créé une entreprise florissante en tant que médium du monde des esprits. S'appuyant sur leur passé théâtral, ils tiennent des séances dans une pièce qu'ils appellent le Temple de la vérité, chargeant les familles endeuillées de s'entretenir avec leur cher défunt.

## Fiche technique
- Réalisation : David Blair
- Scénario : Wesley Burrowes, Mark O'Sullivan
- Photographie : Donal Gilligan
- Musique : Stephen Warbeck
- Montage : Sean Barton, Mark Day
- Durée : 90 minutes
- Date de sortie : 
  - 16 mai 2003 : Festival de Cannes
  - 12 décembre 2003 :  Irlande

## Distribution
- Milo O'Shea : Locky
- David Kelley : Dave
- Maria Doyle Kennedy : Foxy
- Liam Cunningham : Sean Foley
- Doreen Keogh : Lily
- Stanley Townsend (en) : Mickey Mac
- Pat Kinevane : Bosco
- Eva Birthistle : Samantha
- Vincent Walsh : Frankie
- Michael Liebmann : Mini Mac
- John Kavanagh : Gerry le barman
- Ronnie Drew : Larry (voix)
- Don Baker : Bagsie
- Gavin Kelty : Charlie le chauffeur de taxi
- Alan King : Donal
- Karl Shiels : Barry
- Eoin McCarthy (en) : Conor
- Tom Murphy : Denis
- Simon Delaney : Feargal
- Lynn Cahill : Mme. Kelly
- Ned Dennehy : M. Kelly
- Robert Hickey : Jason Kelly
- Pearl O'Rourke : Sharon Kelly
- Owen O'Gorman : Willie
- George Kearns : Owen Mac
- Clare Mullen : Julia Mullen